# Lintneria smithi
Lintneria smithi (tên tiếng Anh Smith's Sphinx) là một loài bướm đêm thuộc họ Sphingidae. Loài này có ở phía tây bắc México, đông nam New Mexico và đông nam Arizona.
Sải cánh khoảng 85 mm. Nó gần giống về sắc thái so với loài Lintneria xantus, nhưng về mặt cấu trúc thì giống Lintneria lugens. So với cả hai loài này thì nó nhỏ hơn, cánh trước ngắn và tròn hơn.
Ấu trùng được ghi nhận ăn các loài Salvia. Cánh có màu nâu xám điểm trắng và có sắc tim tím.